# Ardisia ebo
Ardisia ebo är en viveväxtart som beskrevs av Martin Roy Cheek. Ardisia ebo ingår i släktet Ardisia och familjen viveväxter. Inga underarter finns listade i Catalogue of Life.